# 鄭夢錦
鄭夢錦（？年—？年），字織雲，行一，江西省德化縣人，同治二年癸亥科進士，歷官翰林院檢討、功臣館纂修，國史館協修。